# Kamienka, Stará Ľubovňa
Kamienka este o comună slovacă, aflată în districtul Stará Ľubovňa din regiunea Prešov. Localitatea se află la altitudinea de 600 m deasupra n.m., se întinde pe o suprafață de 29,16 km2 și în 2017 număra 1.368 de locuitori.

## Istoric
Localitatea Kamienka este atestată documentar din 1342.

## Demografie
| An:                | 1994 | 2004   | 2014   | 2024   |
| ------------------ | ---- | ------ | ------ | ------ |
| Număr de persoane: | 1440 | 1409   | 1376   | 1341   |
| Diferență:         |      | −2,15% | −2,34% | −2,54% |

| An:                | 2023 | 2024   |
| ------------------ | ---- | ------ |
| Număr de persoane: | 1327 | 1341   |
| Diferență:         |      | +1,05% |